# Lisa-Lena Tritscher
Lisa-Lena Tritscher (* 11. März 1988 in Leoben) ist eine österreichische Schauspielerin.

## Werdegang
Tritscher studierte erst Germanistik und Dramaturgie an der Kunstuniversität Graz, bevor sie von  2012 bis 2015 Schauspiel an der Schauspielschule Krauss in Wien studierte. 
Während ihres Studiums stand sie u. a. am Wiener Volkstheater auf der Bühne und drehte. 2017 spielte sie die Titelrolle in Alma unter der Regie von Paulus Manker. 2018 drehte sie unter der Regie von David Schalko M – eine Stadt sucht einen Mörder. Die Serie feierte 2019 auf der Berlinale – den 69. internationalen Filmfestspielen Berlin – Weltpremiere, wurde bei ORF eins, auf TV Now und auf der Diagonale 2019 gezeigt. Im August 2019 übernahm sie die Rolle der Kommissarin Dr. Renate Kohlross an der Seite von Cornelius Obonya in der von ServusTV produzierten Altaussee-Krimireihe nach den Romanen von Herbert Dutzler.
Lisa-Lena Tritscher steht unter Vertrag bei Wiener Models  und steht für Designer und Werbekampagnen vor der Kamera.
Tritscher lebt in Wien.

## Filmografie
- 2014: CopStories (Fernsehserie)
- 2014: Wir sind Kaiser
- 2019: M – eine Stadt sucht einen Mörder (Fernsehserie)
- 2019: Wiener Blut (Fernsehfilm)
- 2019: Gandhi Hollywood
- 2019, 2021: SOKO Donau (Fernsehserie)
- 2020: Letzter Kirtag (Fernsehreihe)
- 2020: Wischen ist Macht (Fernsehserie, Folgen Fantasie ist Fantasie und Muttertag)
- 2021: Letzter Gipfel (Fernsehreihe)
- 2021: SOKO Kitzbühel – Auf der Flucht (Fernsehserie)
- 2022: Der Onkel – The Hawk
- 2022: Zwölferleitn
- 2022: Mermaids Don’t Cry
- 2023: Schnell ermittelt (Fernsehserie, Folge Simon Rosenstrauss)
- 2023: Blind ermittelt – Tod im Weinberg (Fernsehreihe)
- 2023: Landkrimi – Steirerangst (Fernsehreihe)
- 2024: SOKO Linz – Hopfen und Malz (Fernsehserie)